# Alan Grant
Alan Grant (Bristol, 7 de febrero de 1949-21 de julio de 2022) fue un guionista para cómic y televisión escocés, más conocido por sus trabajos en Judge Dredd de la revista 2000 AD y varios títulos de Batman durante la década de 1980 y principios de 1990. Adicionalmente es reconocido por ser el creador del personaje Anarquía.

## Biografía
Se sabe que su abuela le enseñó a leer a los tres años usando historietas británicas, iniciando así su gusto por el cómic. A los cuatro años un primo suyo que había emigrado a los Estados Unidos le enviaba paquetes de cómics de súper héroes. Deseaba ser dibujante, pero dada la baja calidad de sus dibujos terminó escribiendo y corrigiendo artículos de revistas. Inició su carrera en la industria del cómic en 1967 como editor de D. C. Thomson & Co..  Empezó su trabajo como editor ayudante cuando John Wagner solicitó su ayuda para hacerse cargo de la redacción de los títulos de Tarzán, los cuales inició con Tarzán y el Tigre Dientes de Sable en 1970.
Durante su periodo en DC Comics, escribió los primeros números de Shadow of the Bat donde creó el personaje de Amígdala.

## Trabajos
Alan Grant ha escrito muchos cómics para diferentes editoriales, relatando especialmente temas de ciencia ficción. Gran parte de su trabajo para la serie de cómic Judge Dredd fue influenciado por sus inclinaciones políticas. Sus guiones, también sirven como vehículos para sus meditaciones personales sobre filosofía, como se ve reflejado en su personaje Anarquía. Se le encargo la adaptación del guion de Frank Miller de la película Robocop a cómics.También ha escrito guiones para cine y televisión y dos novelas para DC Comics: Batman: The Stone King (2001) y DC Universe: Last Sons (2006).

## 2000 AD
| Año  | Título                 | Dibujante       | Editorial | Observaciones  |
| ---- | ---------------------- | --------------- | --------- | -------------- |
| 1965 | Anderson: Psi Division | Brett Ewinsa    | 2000 AD   | Texto de celda |
| 1982 | The Apocalypse War     | Carlos Ezquerra | 2000 AD   | Texto de celda |
| 1986 | Bad Company            | Jim McCarthy    | 2000 AD   | Texto de celda |

## Eagle
| Año  | Título                 | Dibujante       | Editorial | Observaciones  |
| ---- | ---------------------- | --------------- | --------- | -------------- |
| 1965 | Anderson: Psi Division | Brett Ewinsa    | 2000 AD   | Texto de celda |
| 1982 | The Apocalypse War     | Carlos Ezquerra | 2000 AD   | Texto de celda |
| 1986 | Bad Company            | Jim McCarthy    | 2000 AD   | Texto de celda |

## DC Comics
| Año  | Título             | Dibujante      | Editorial | Observaciones  |
| ---- | ------------------ | -------------- | --------- | -------------- |
| 1997 | Anarky             | Norm Breyfogle | DC Comics | Texto de celda |
| 1999 | Batman: Anarky     | Norm Breyfogle | DC Comics | Texto de celda |
| 1993 | Batman: Knightfall | Norm Breyfogle | DC Comics | Texto de celda |